# Плехавичюс, Казис Пранович
Казис Пранович Плехавичюс — советский хозяйственный и политический деятель.

## Биография
Родился в 1921 году в Шяуляе. Член КПСС с 1955 года.
В 1946—1957 гг. — работник аппарата, в 1957—1964 гг. — председатель Шяуляйского горисполкома.
В 1964—1966 гг. — начальник Главного управления бытового обслуживания при Совете Министров Литовской ССР.
В 1971—1987 гг. — министр бытового обслуживания Литовской ССР.
Лауреат Премии Совета Министров СССР (1977).
Избирался депутатом Верховного Совета Литовской ССР 6-11-го созывов.
Умер в 2000 году в Шяуляе.

## Награды
- Орден Ленина (03.09.1971)
- Орден Октябрьской Революции (1976)
- Орден Трудового Красного Знамени (1986)
- Орден Дружбы народов (1981)
- Орден Знак Почёта (1965)